# Верхобуж
Верхобу́ж — село в Україні, у Золочівському районі Львівської області. Орган місцевого самоврядування — Золочівська міська рада. Населення становить 502 особи. 
Місце витоку річки Західний Буг.

## Історія
Перша згадка датується 1649 роком. Тоді селяни заявили, що не можуть сплачувати податки через спустошення села татарами.

#### Боротьба ОУН-УПА з комунізмом.
На початку осені 1944року в районі села Верхобуж перебувала сотня УПА "Свободи". Повстанці були оточені переважаючими силами НКВС,але завдяки вдалим діям командира сотні зуміла завдати відчутних втрат окупантам і вийти з оточення.

### Історія парафії
У давнину до Верхобузької парафії належали сусідні села Опаки, Хмелева, Руда-Колтівська й Гута-Верхобузька. Віддавна у селі стоїть дерев'яна церква Успіння Пресвятої Богородиці. За переказами, храм відвідував Богдан Хмельницький, коли 1651 року йшов з військом до Берестечка. У церкві також відбулася служба Божа перед штурмом війська Хмельницького Підгорецького замку.
Дерев'яний храм Успіння Пресвятої Богородиці споруджений 1650 року на горі Збіч та перенесений до центру села у 1730 році. У першій половині XIX століття, аби церква вміщувала більше парафіян, майстри збільшили її довжину й таким чином змінили форму. Центральна вісь стала довшою за поздовжню і храм перестав бути стильовим.
У 1794—1814 роках парохом села був отець Михайло Тарнавський. Після нього упродовж 1814—1820 років у церкві служив отець Стефан Домбровський. А на початку 1827 року у село прибув отець Платон Тарнавський. Він, більш як на століття, приєднав до парафії ще й село Колтів.
У 1830 році парохом Успенської церкви став син попереднього отця Михайла Аполлоній Тарнавський. Він тут служив упродовж наступних 45 років. Й досі на сільському цвинтарі зберегся великий склеп родини Тарнавських. У 1846 році загальна чисельність парафіян об'єднаної верхобузько-колтівської парафії складала 1 164 особи. У 1848 році Успенська церква змінила статус з матірної на дочірню.
У лютому 1879 року парохом став отець Михайло Чайковський. 1903 року його змінив отець Володимир Чайковський. 1934 року у Верхобузі засновано Братство Господньої молитви. 28 липня 1936 року декан Іван Колтельний представив громаді нового пароха — отця Володимира Теленка, родом із Коломиї. Того ж року селяни взялись будувати плебанію й завершили під час другої світової війни. З приходом радянської влади отця Володимира серед багатьох національно-свідомих селян заарештовано та вивезено на заслання до Сибіру.
У 1973 році закрито Успенську церкву. Відтоді для відправ до Верхобужа приїжджали священики з сусіднього села Ушня. 3 липня 1988 року церкву відкрито за сприяння отця Володимира Сагана. На честь цієї події біля церкви Успіння Пресвятої Богородиці встановлено пам'ятний хрест. З 1994 року в селі діє і греко-католицька громада, а богослужіння у церкві відправляють почергово.

## Пам'ятки
- Біля села розташоване заповідне урочище — «Ліс в околицях Верхобужа».
- На південь від села розташований ландшафтний заказник місцевого значення — «Верхобузький заказник».

## Відомі люди
- Навкратій Крижановський (1876—1940) — український церковний діяч, ієромонах-василіянин, місіонер і душпастир у Канаді.
- Теодор Кукуруза (1956—2022) — український поет, композитор і виконавець пісень.